# إيرل هوفمان
إيرل هوفمان (بالإنجليزية: Earl Hofmann)‏ هو فنان أمريكي، ولد في 11 مارس 1928 في بالتيمور في الولايات المتحدة، وتوفي في 29 سبتمبر 1992 في ليوناردتاون في الولايات المتحدة بسبب سرطان الرئة.